# Comuna Jesenice
Jesenice (Občina Jesenice) este o comună din Slovenia, cu o populație de 21.620 de locuitori (2002).

## Localități
Blejska Dobrava, Hrušica, Javorniški Rovt, Jesenice, Kočna, Koroška Bela, Lipce, Planina pod Golico, Plavški Rovt, Podkočna, Potoki, Prihodi, Slovenski Javornik